# Copa Mitropa
La Copa Mitropa fou la primera gran competició internacional per a clubs, una idea de l'austríac Hugo Meisl en la qual participaren equips de l'Europa Central. En fou un històric precedent la Challenge Cup, disputada entre 1897 i 1911 i oberta a clubs de l'Imperi Austrohongarès. La idea d'organitzar la Copa Mitropa nasqué a Venècia el 16-17 de juliol de 1927 i la competició s'inicià el mes d'agost del mateix any.
A les primeres dues sessions hi participaren dos clubs d'Hongria, Àustria, Txecoslovàquia i Iugoslàvia. El 1929 els clubs iugoslaus foren reemplaçats per italians. L'any 1934 es decidí l'ampliació a quatre clubs per país; dos anys després s'admeten clubs de Suïssa i el 1937 de Romania i de nou de Iugoslàvia. El 1938 a causa de l'anchluss (la invasió nazi d'Àustria) els clubs d'aquest país deixaren de prendre-hi part. L'any 1940 la competició s'abandonà per l'inici de les hostilitats internacionals.
El fet que hi participessin clubs de quatre de les majors potències europees del moment (Itàlia, Àustria, Txecoslovàquia i Hongria, els tres darrers foren els primers a introduir el professionalisme al continent el 1924, 1925 i 1926 respectivament) va fer que el torneig agafés un gran prestigi, semblant a l'actual Copa d'Europa.
Després de la Segona Guerra Mundial es reprengué però sense aconseguir el prestigi que havia tingut abans, degut bàsicament a l'aparició de les diferents competicions europees. A partir dels vuitanta la competició es reservà als campions de les Segones Divisions i deixà de disputar-se el 1992. Els tornejos de 1951 (Zentropa Cup) i 1958 (Donau Cup) foren considerats no oficials.

## Palmarès

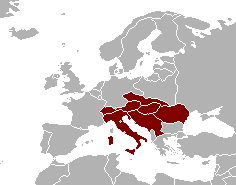
Països que participaren a la competició.

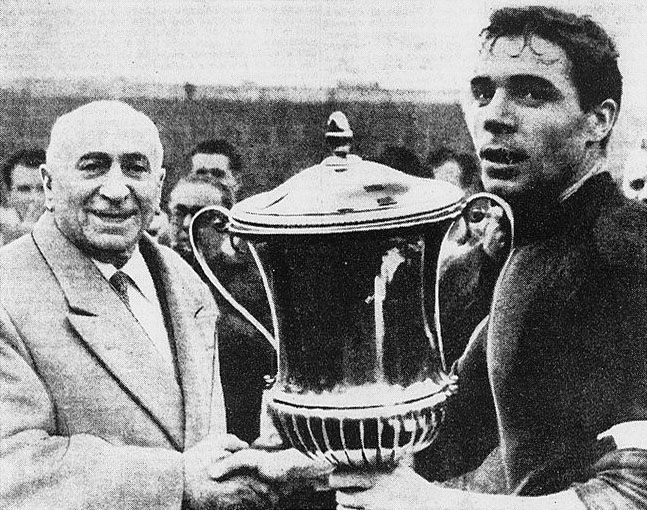
El president del Bologna, Renato Dall'Ara (esquerra) i Mirko Pavinato (dreta), amb el trofeu l'any 1961.

| Any     | Campió                                              |
| ------- | --------------------------------------------------- |
| 1927    | AC Sparta Praha                                     |
| 1928    | Ferencvárosi FC                                     |
| 1929    | Újpesti FC                                          |
| 1930    | SK Rapid Wien                                       |
| 1931    | First Vienna FC                                     |
| 1932    | AGC Bologna                                         |
| 1933    | FK Austria Wien                                     |
| 1934    | AGC Bologna (2)                                     |
| 1935    | AC Sparta Praha (2)                                 |
| 1936    | FK Austria Wien (2)                                 |
| 1937    | Ferencvárosi FC (2)                                 |
| 1938    | SK Slavia Praha                                     |
| 1939    | Újpesti FC (2)                                      |
| 1940    | Competició abandonada per la II G.M.                |
| 1941-50 | No disputada                                        |
| 1951    | SK Rapid Wien (2) (no oficial)                      |
| 1952-54 | No disputada                                        |
| 1955    | Vörös Lobogo (MTK)                                  |
| 1956    | Vasas Budapest                                      |
| 1957    | Vasas Budapest (2)                                  |
| 1958    | Crvena Zvezda Beograd (no oficial)                  |
| 1959    | Honvéd SE Budapest                                  |
| 1960    | Hongria (se sumen els resultats de tots els equips) |
| 1961    | Bologna FC (3)                                      |
| 1962    | Vasas Budapest (3)                                  |
| 1963    | MTK Budapest (2)                                    |
| 1964    | Spartak Sokolovo Praha (3)                          |
| 1965    | Vasas Budapest (4)                                  |
| 1966    | AC Fiorentina                                       |
| 1967    | Spartak Trnava                                      |
| 1968    | Crvena Zvezda Beograd (2)                           |
| 1969    | Internacional Bratislava                            |
| 1970    | Vasas Budapest (5)                                  |
| 1971    | Celik Zenica                                        |
| 1972    | Celik Zenica (2)                                    |
| 1973    | Tatabányai Bányász                                  |
| 1974    | Tatabányai Bányász (2)                              |
| 1975    | Wacker Innsbruck                                    |
| 1976    | Wacker Innsbruck (2)                                |
| 1977    | Vojvodina Novi Sad                                  |
| 1978    | Partizan Beograd                                    |
| 1979    | No disputada                                        |
| 1980    | Udinese Calcio                                      |
| 1981    | Tatran Presov                                       |
| 1982    | AC Milan                                            |
| 1983    | Vasas Budapest (6)                                  |
| 1984    | SC Eisenstadt                                       |
| 1985    | Iskra Bugojno                                       |
| 1986    | Pisa Calcio                                         |
| 1987    | Ascoli Calcio                                       |
| 1988    | Pisa Calcio (2)                                     |
| 1989    | Baník Ostrava                                       |
| 1990    | AS Bari                                             |
| 1991    | FC Torino                                           |
| 1992    | Borac Banja Luka                                    |